# Wyatt Ruther
Wyatt „Bull“ Ruther (* 5. Februar 1923 in Pittsburgh, Pennsylvania; † 31. Oktober 1999 in San Francisco) war ein US-amerikanischer Bassist des Modern Jazz.

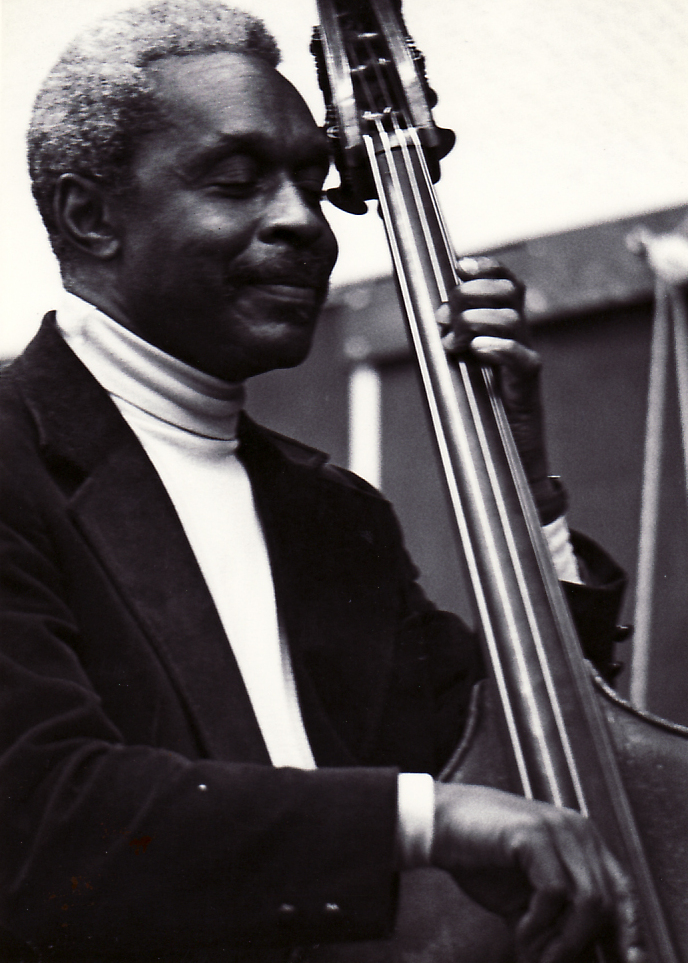
Wyatt Ruther

Zu Beginn seiner Karriere arbeitete Wyatt Ruther 1951/52 bei Dave Brubeck und von 1952 bis 1955 mit Unterbrechungen bei Erroll Garner und kurz bei Woody Herman. Dazwischen war er Begleitmusiker für die Sängerin Lena Horne. 1955 gründete er das Canadian Jazz Quartet in Ottawa, war 1956/57 erstmals als Musikpädagoge in Kanada tätig und spielte mit Peter Appleyard 1958 in Toronto. 1958/59 spielte er bei Chico Hamilton, 1959 bei George Shearing. In den 1960er Jahren arbeitete er bei Buddy Rich, in der Band von Al Cohn und Zoot Sims, bei Gerry Mulligan, Ahmad Jamal, Mary Lou Williams und 1964/65 im Count-Basie-Orchester.  Zwischen 1972 und 1984 war er Teil der Jazzszene von Vancouver und spielte u. a. im Trio von Fraser MacPherson, aber auch mit Mike Taylor und Renée Doruyter; dann zog er nach San Francisco, wo er u. a. Benny Carter begleitete.
Außer seinen Aufnahmen als Begleitmusiker nahm er mt seinem eigenen Septett 1955 vier Titel für das Album Basses Loaded auf.

## Auswahldiskographie
- Milt Hinton with Wendell Marshall and Bull Ruther: Basses Loaded (RCA, 1955)
- Dave Brubeck – Paul Desmond (Fantasy, 1953/54)
- Erroll Garner: Jazz Masters 7 (Verve, 1954–55); Contrasts (Verve, 1954)
- Chico Hamilton: With Strings (1958), Gongs East (Discovery, 1958); That Hamilton Man (1959)